# Klassik Mania
Klassik Mania ist ein internationaler Musikwettbewerb für klassischen Gesang in der Sparte Oper, der jährlich im Alten Rathaus in Wien stattfindet. Damen und Herren werden nicht getrennt bewertet.
Der Wettbewerb wurde 2004 vom Wiener Opernsänger Clemens Unterreiner gegründet. In einzelnen Vorrunden und in einem abschließenden Festkonzert werden die Gewinner von einer Jury ermittelt und mit Geld und Sachpreisen ausgezeichnet. Finanziert wird der Wettbewerb durch Sponsoren.

## Preisträger
- Klassik Mania 2011:
  - 1. Platz: Irma Mihelic – Sopran – Slowenien
  - 2. Platz: Jakob Huppmann – Countertenor – Österreich
  - 3. Platz: Nadine Wagner – Mezzo – Deutschland
- Klassik Mania 2010:
  - 1. Platz: Lianghua Gong, Tenor – China
  - 2. Platz: Kai Wegner, Bass – Deutschland
  - 3. Platz: Silviya Teneva, Sopran – Bulgarien
- Klassik Mania 2009:
  - 1. Platz: Beate Ritter, Sopran – Österreich
  - 2. Platz: Kap-Sung Ahn, Bariton – Südkorea
  - 3. Platz: Yuan-Ming Song, Sopran – China
- Klassik Mania 2007:
  - 1. Platz: Helen Kearns, Sopran – Irland
  - 2. Platz: Elizaveta Koroleva, Sopran – Russland
  - 3. Platz: Alba Cruz-Batista, Sopran – Spanien
- Klassik Mania 2006:
  - 1. Platz: Ana Puche-Rosado, Sopran – Spanien
  - 2. Platz: Jolene McCleland, Mezzo – Südafrika
  - 3. Platz: Özlem Bulut, Sopran – Türkei
- Klassik Mania 2005:
  - 1. Platz: Tadeusz Szlenkier, Tenor
  - 2. Platz: Sun Chong, Tenor
  - 3. Platz: Claudia Lengyel-Manzini, Sopran
- Klassik Mania 2004:
  - 1. Platz: Daniela Fally, Sopran
  - 2. Platz: Stephanie Atanasov, Mezzo
  - 3. Platz: Antonia Radneva, Sopran

## Weblink
- Website der Klassik-Mania. Archiviert vom Original am 7. August 2007.